# ایریکا ترپسترا
ایریکا ترپسترا (انگلیسی: Erica Terpstra؛ زادهٔ ۲۶ مهٔ ۱۹۴۳) سیاست‌مدار و شناگر اهل هلند است.